# Emirados Árabes Unidos nos Jogos Paralímpicos de Verão de 2004
Emirados Árabes Unidos participou dos Jogos Paralímpicos de Verão de 2004, que foram realizados na cidade de Atenas, na Grécia, entre os dias 17 e 28 de setembro de 2004.
A delegação conquista quatro medalhas (1 ouro, 1 prata, 2 bronze) e termina na quinquagésima posição no quadro de medalhas nesta edição das Paralimpíadas.